# تايكي أماغاسا
تايكي أماغاسا (باليابانية: 天笠 泰輝) (مواليد 11 مايو 2000) هو لاعب كرة قدم ياباني.

## وصلات خارجية
- تايكي أماغاسا على موقع رابطة كرة القدم اليابانية للمحترفين (اليابانية)
- تايكي أماغاسا على موقع قاعدة بيانات كرة القدم.إي يو (الإنجليزية)
- تايكي أماغاسا على موقع Soccerway.com (الإنجليزية)
- تايكي أماغاسا على موقع عالم كرة القدم.نت (الإنجليزية)